# Ettore Maria Margadonna
Ettore Maria Margadonna (Palena, 30 novembre 1893 – Roma, 28 ottobre 1975) è stato uno sceneggiatore, giornalista e critico cinematografico italiano.

## Biografia
Laureato in scienze economiche, iniziò l'attività come giornalista e critico cinematografico, collaborando a diverse riviste, tra cui La Rivista della Cooperazione tra il 1922 e il 1925, Comoedia e L'Illustrazione Italiana e scrivendo il saggio Cinema di ieri e di oggi, la prima storia del cinema pubblicata in Italia (1932). Nello stesso anno si trasferisce per breve tempo a Berlino, dove ha modo di seguire l'attività teatrale tedesca; tre anni dopo rientra in Italia. Dal 1937 si dedicò in maniera continuativa al cinema italiano come soggettista e sceneggiatore di una quarantina di pellicole fino al 1963. Ebbe una nomination ai Premi Oscar nel 1955 al migliore soggetto per Pane, amore e fantasia di Luigi Comencini (1953) e vinse il Nastro d'argento alla migliore sceneggiatura nel 1952 con Due soldi di speranza diretto da Renato Castellani. Inoltre fece una comparsa come attore occasionale nel film Lo sceicco bianco diretto da Federico Fellini nel 1952. Nel dopoguerra divenne redattore capo dell'Avanti! e nel 1950 scrisse alcuni racconti raccolti nel volume Dio semina gli uomini, una serie di ritratti di personaggi tipici dell'Abruzzo. Nel 1955 ricevette la Medaglia d'Oro della manifestazione Una vita per il cinema. Dapprima amministratore delegato fino al 1959, venne in seguito nominato Presidente dell'Ente di Cinecittà. Muore a Roma all'età di 81 anni.
Il suo paese natale, gli ha dedicato il Teatro Aventino di Palena.

## Filmografia

### Sceneggiatore
- Il feroce Saladino di Mario Bonnard (1937)
- Gli uomini non sono ingrati di Guido Brignone (1937)
- Pietro Micca di Aldo Vergano (1938)
- Tutta la vita in una notte di Corrado D'Errico (1938)
- L'argine di Corrado D'Errico (1938)
- Stella del mare di Corrado D'Errico (1938)
- I figli del marchese Lucera di Amleto Palermi (1939)
- Diamanti di Corrado D'Errico (1939)
- Animali pazzi di Carlo Ludovico Bragaglia (1939)
- Retroscena di Alessandro Blasetti (1939)
- Torna caro ideal di Guido Brignone (1939)
- Mare di Mario Baffico (1940)
- Incanto di mezzanotte di Mario Baffico (1940)
- L'allegro fantasma di Amleto Palermi (1941)
- La morte civile di Ferdinando Maria Poggioli (1942)
- Colpi di timone di Gennaro Righelli (1942)
- Malombra di Mario Soldati (1942)
- Tempesta sul golfo di Gennaro Righelli (1943)
- La danza del fuoco di Giorgio Simonelli (1943)
- Sant'Elena, piccola isola di Renato Simoni e Umberto Scarpelli (1943)
- La storia di una capinera di Gennaro Righelli (1943)
- Il bandito di Alberto Lattuada (1946)
- Ultimo amore di Luigi Chiarini (1947)
- Fumeria d'oppio di Raffaello Matarazzo (1947)
- Senza pietà di Alberto Lattuada (1948)
- Sotto il sole di Roma di Renato Castellani (1948)
- Il conte di Sant'Elmo di Guido Brignone (1950)
- Il capitano nero di Giorgio Ansoldi e Alberto Pozzetti (1951)
- Lo sceicco bianco di Federico Fellini (1952) attore
- Due soldi di speranza di Renato Castellani (1952)
- Gli uomini non guardano il cielo di Umberto Scarpelli (1952)
- Cavallina storna di Giulio Morelli (1953)
- Rivalità di Giuliano Biagetti (1953)
- Il viale della speranza di Dino Risi (1953)
- La valigia dei sogni di Luigi Comencini (1953)
- Pane, amore e fantasia di Luigi Comencini (1953)
- Pane, amore e gelosia di Luigi Comencini (1954)
- La bella di Roma di Luigi Comencini (1955)
- Pane, amore e... di Dino Risi (1955)
- Pane, amore e Andalusia (Pan, amor y... Andalucía) di Javier Setó e Vittorio De Sica (1957)
- Anna di Brooklyn di Carlo Lastricati e Vittorio De Sica (1958)
- Tuppe tuppe, Marescià! di Carlo Ludovico Bragaglia (1958)
- Il moralista di Giorgio Bianchi (1959)
- Gastone di Mario Bonnard (1960)
- Peccati d'estate di Giorgio Bianchi (1962)
- Il monaco di Monza di Sergio Corbucci (1963)